# Vegoia
Vegoia (in etrusco Vecu) è una lasa della mitologia etrusca, raffigurata come una giovane donna alata che tiene in mano una spiga di grano.
Il sistema religioso etrusco rimane per lo più oscuro: essendoci pochi documenti bilingui paragonabili alla Stele di Rosetta che potrebbero facilitare la traduzione, la lingua etrusca è poco conosciuta. Pertanto, gli antichi documenti etruschi esistenti dell'VIII, VII e VI secolo a.C., che rivelerebbero le loro concezioni religiose, non danno grandi risultati. Inoltre, durante il periodo successivo, dal V al I secolo a.C., la civiltà etrusca assorbì pesantemente elementi della civiltà greca e alla fine si diluì nel mix culturale greco-romano con i potenti vicini romani. Infine, sebbene gli Etruschi abbiano formalizzato i loro concetti e le loro pratiche religiose in una serie di "libri sacri", la maggior parte di essi non esiste più e sono conosciuti solo attraverso i commenti o le citazioni di autori romani della fine del I secolo, e quindi possono essere parziali.
Due figure mitologiche sono state designate dagli Etruschi come autori dei loro libri sacri: Vegoia e Tagete, una figura infantile dotata della conoscenza e della preveggenza di un antico saggio. Questi libri sono conosciuti dagli autori latini in base a una classificazione del loro contenuto secondo il loro autore mitologico (se pronunciato attraverso discorsi o lezioni, come Tagete, o ispirazione).

## Citazione su Vegoia
A lei si attribuiscono i Libri Vegonici che vertevano sull'interpretazione dei fulmini; una copia di essi era conservata, secondo le testimonianze di Servio e di Ammiano Marcellino, a Roma all'interno del Tempio di Apollo Palatino, fatti lì collocare dall'imperatore Augusto. Anche due scritti relativi all'agrimensura sono presentati come ispirati dalla lasa: il primo sarebbe stato rivelato da Vegoia al punico Magone, l'altro a carattere profetico all'etrusco Arruns Veltumnus. Entrambi sono in parte conservati nei Gromatici veteres (V sec. d.C.), il secondo corrotto da lacune testuali e da errori tipici del latino tardo e con termini apparentemente impropri derivati verosimilmente da una non perfetta traduzione in latino di un testo originario in lingua etrusca:
Scias mare ex aethera remotum. Cum autem Iuppiter terram Aetruriae sibi vindicavit, constituit iussitque metiri campos signarique agros. Sciens hominum avaritiam vel terrenum cupidinem, terminis omnia scita esse voluit. Quos quandoque quis ob avaritiam prope novissimi octavi saeculi data sibi homines malo dolo violabunt contingentque atque movebunt. Sed qui contigerit atque moveritque, possessionem promovendo suam, alterius minuendo, ob hoc scelus damnabitur a diis. Si servi faciant, dominio mutabuntur in deterius. Sed si conscientia dominica fiet, caelerius domus extirpabitur gensque eius omnis interiet. Motores autem pessimis morbis et vulneribus efficientur membrisque suis debilitabuntur. Tum etiam terra a tempestatibus vel turbinibus plerumque labe movebitur. Fructus saepe ledentur decutienturque imbribus atque grandine, caniculis interient, robigine occidentur. Multae dissensiones in populo. Fieri haec scitote, cum talia scelera committuntur. Propterea neque fallax neque bilinguis sis. Disciplinam pone in corde tuo.»
Saprai che il mare è stato separato dal cielo. Quando poi Giove rivendicò per sé la terra d'Etruria, stabilì e ordinò che i campi fossero misurati e i terreni contrassegnati: conoscendo l'avarizia degli uomini e la cupidigia verso i terreni, volle che tutti fossero definiti con pietre di confine. Quelle che gli uomini, quando qualcuno [sarà spinto] dall'avarizia - quasi un regalo del recentissimo ottavo secolo -, con atto fraudolento violeranno, toccheranno e sposteranno per i propri interessi. Ma chi avrà [violato], toccato e spostato, ampliando la sua proprietà e riducendo quella di un altro, per questo misfatto sarà dannato dagli dei. Se a fare ciò saranno stati dei servi, il loro stato di sottomissione peggiorerà. Ma se accadrà con la consapevolezza del padrone, velocissimamente la casa sarà sradicata e tutta la sua gens andrà in rovina. Coloro che le hanno mosse invece subiranno di conseguenza terribili malattie e ferite e le loro membra saranno debilitate. Allora per l'infamia anche la maggior parte della terra sarà sconvolta dalle tempeste o dai vortici. Spesso i frutti saranno danneggiati e saranno fatti cadere a terra dalla pioggia e dalla grandine, si rovineranno per la canicola, saranno uccisi dalla ruggine. Ci saranno molte discordie tra gli abitanti. Sappiate che accadranno queste cose se saranno commesse tali malefatte. Per questo non essere né fraudolento né doppio. Metti disciplina nel tuo animo.»
(Gromatici veteres, pp. 350-351, ed. Lachmann)

## Gli attributi di Vegoia
La figura di Vegoia è quasi del tutto offuscata nelle nebbie del passato. È conosciuta soprattutto grazie alle tradizioni della città etrusca di Chiusi (latino: Clusium; etrusco: Clevsin). Le rivelazioni della profetessa Vegoia sono designate come Libri Vegoici che comprendevano i Libri Fulgurales e parte dei Libri Rituales, soprattutto i Libri Fatales.
Viene appena designata come "ninfa" e come autrice dei Libri Fulgurales, che forniscono le chiavi per interpretare il significato dei fulmini inviati dalle divinità utilizzando una cartografia del cielo che, come una sorta di divisione della proprietà e di assegnazione dell'uso, è attribuita a Vegoia. La sua assegnazione di settori dell'orizzonte a varie divinità è parallela al microcosmo che viene interpretato utilizzando il fegato di un animale sacrificato. Le divisioni sacre sembrano avere una corrispondenza anche nella misurazione e nella divisione della terra che, fin dagli albori della storia etrusca, obbediva a regole religiose. I suoi dettami insegnavano i corretti metodi di misurazione dello spazio.
Vegoia è stata anche raffigurata come una sovrana dell'osservanza di queste regole, da rispettare sotto la minaccia di terribili sventure o maledizioni. Così, si è affermata come il potere che presiede alla proprietà della terra e ai diritti di proprietà della terra, alle leggi e ai contratti. Viene anche indicata come colei che ha stabilito le leggi relative alle opere idrauliche: avendo quindi un rapporto speciale con l'acqua "domata".

## Influenza dei libri sacri etruschi
Questo imponente sistema di "rivelazione" e di "testi sacri" lasciò un'impronta significativa sui vicini popoli italici. Ci sono ampie prove che la cultura etrusca abbia permeato profondamente le comunità meno avanzate dei vicini latini e sabini. Ad esempio, l'alfabeto etrusco, che derivava da quello greco, è stato solidamente riconosciuto come l'ispiratore dell'alfabeto latino. I principi e le regole strutturali del sistema numerico decimale etrusco, allo stesso modo, sono riconosciuti come l'origine dei numeri romani, che sono una versione semplificata del sistema etrusco. Derivano da questo sistema anche i simboli del potere supremo, la struttura del calendario romano così come tante parole (ad esempio dall'etrusco Kraeki sarebbe la fonte della parola latina Graeci).

### Relazione con i libri sibillini
Sebbene la religione romana abbia poche basi scritte, aveva comunque un insieme di testi, noti come Libri Sibillini, che erano sotto il controllo esclusivo di speciali figure religiose, i duumviri (poi decemviri). A questi libri si ricorreva esclusivamente nei momenti di massima crisi. La trasmissione di questi "libri sacri" ai Romani è stata attribuita a un etrusco, Tarquinio il Superbo, l'ultimo dei leggendari re di Roma: da qui la loro relazione con Vegoia.